# Розлуч (гора)
Ро́злуч — гора в Українських Карпатах, у масиві Верхньодністровські Бескиди, найвища точка Розлуцького хребта. Знаходиться на південний схід від села Розлуч Самбірського району Львівської області. 
Висота гори стнановить 933 м над рівнем моря. Неподалік від гори бере початок річка Дністер, на північ від вершини розташований заказник «Розлуч».